# Bear Lake (Pensilvânia)
Bear Lake é um distrito localizado no estado norte-americano de Pensilvânia, no Condado de Warren.

## Demografia
Segundo o censo norte-americano de 2000, a sua população era de 193 habitantes. 
Em 2006, foi estimada uma população de 180, um decréscimo de 13 (-6.7%).

## Geografia
De acordo com o United States Census Bureau tem uma área de 
1,8 km², dos quais 1,8 km² cobertos por terra e 0,0 km² cobertos por água.

## Localidades na vizinhança
O diagrama seguinte representa as localidades num raio de 20 km ao redor de Bear Lake. 